# Слободка (Браславский район)
Слобо́дка (бел. Слабо́дка) — агрогородок в Браславском районе Витебской области Беларуси. Административный центр Слободковского сельсовета.
Расположен между озёрами Потех, Недрово и Ильмёнок в девяти километрах к северо-востоку от города Браслав, в 21 километре от железнодорожной станции Друя, на трассе Браслав — Друя.
Слободка входит в состав Национального парка «Браславские озёра» (основан в августе 1995 года).

## История

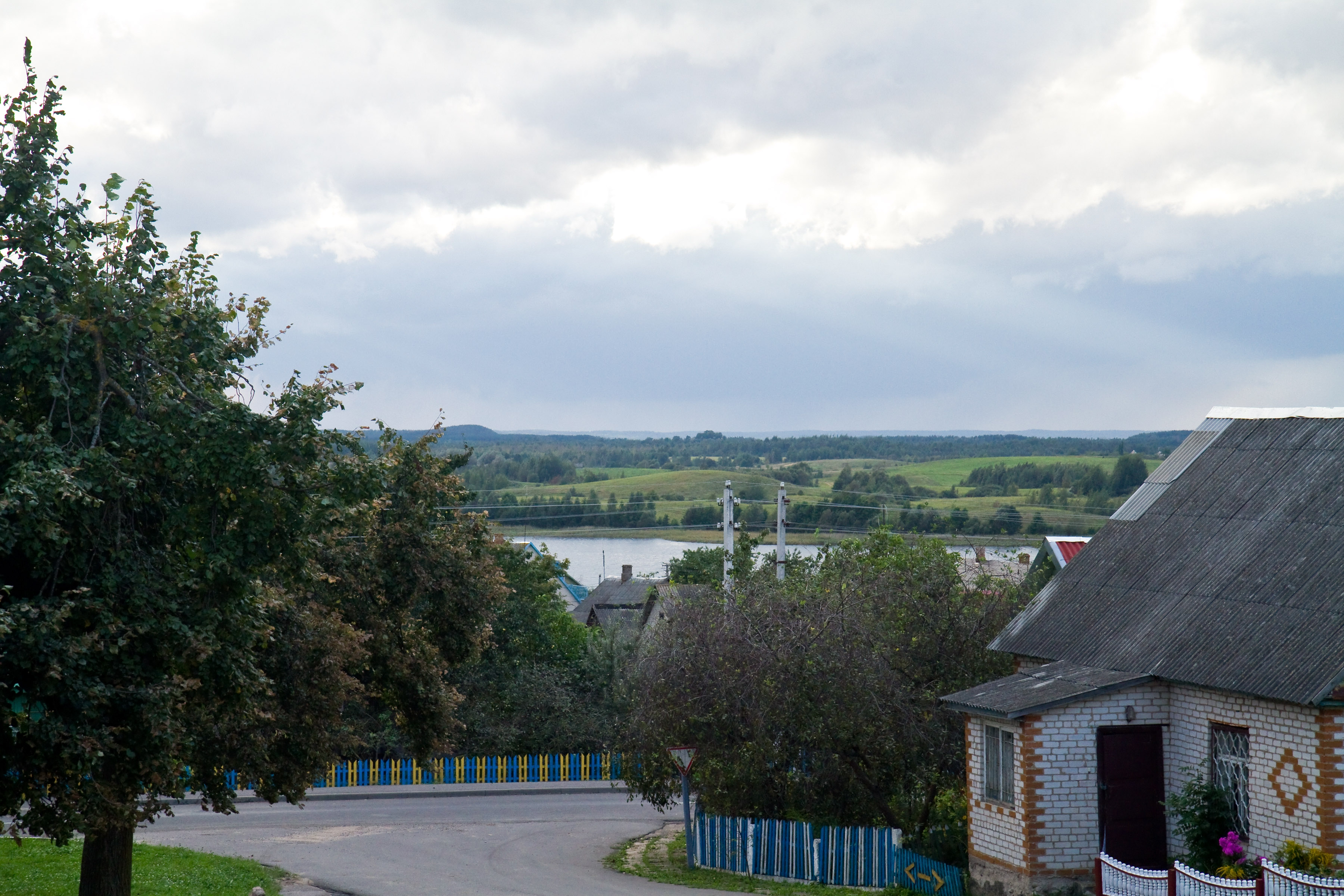

Слободские поселения изначально располагались вдоль восточного берега озера Потех, что на финно-угорских языках значит «озёрный залив».
«Слободой» обычно называли посёлок или городской квартал, жители которого не были крепостными или временно освобождались от налогов и других повинностей.
В V—VII веках основное население Браславщины относились к балтским культурам, но уже тогда начинается постепенное проникновение в регион славян-кривичей. В IX веке Браславское Поозёрье входит в Полоцкое княжество, образованное кривичами. Во времена князя Брячислава Изяславовича (1003—1044 годы) целенаправленно строится несколько укреплённых поселений, которые одновременно являются и оборонительными пунктами, и центрами колонизации, и торговыми и ремесленными площадками. Слободка возводится как одна из таких порубежных крепостей.

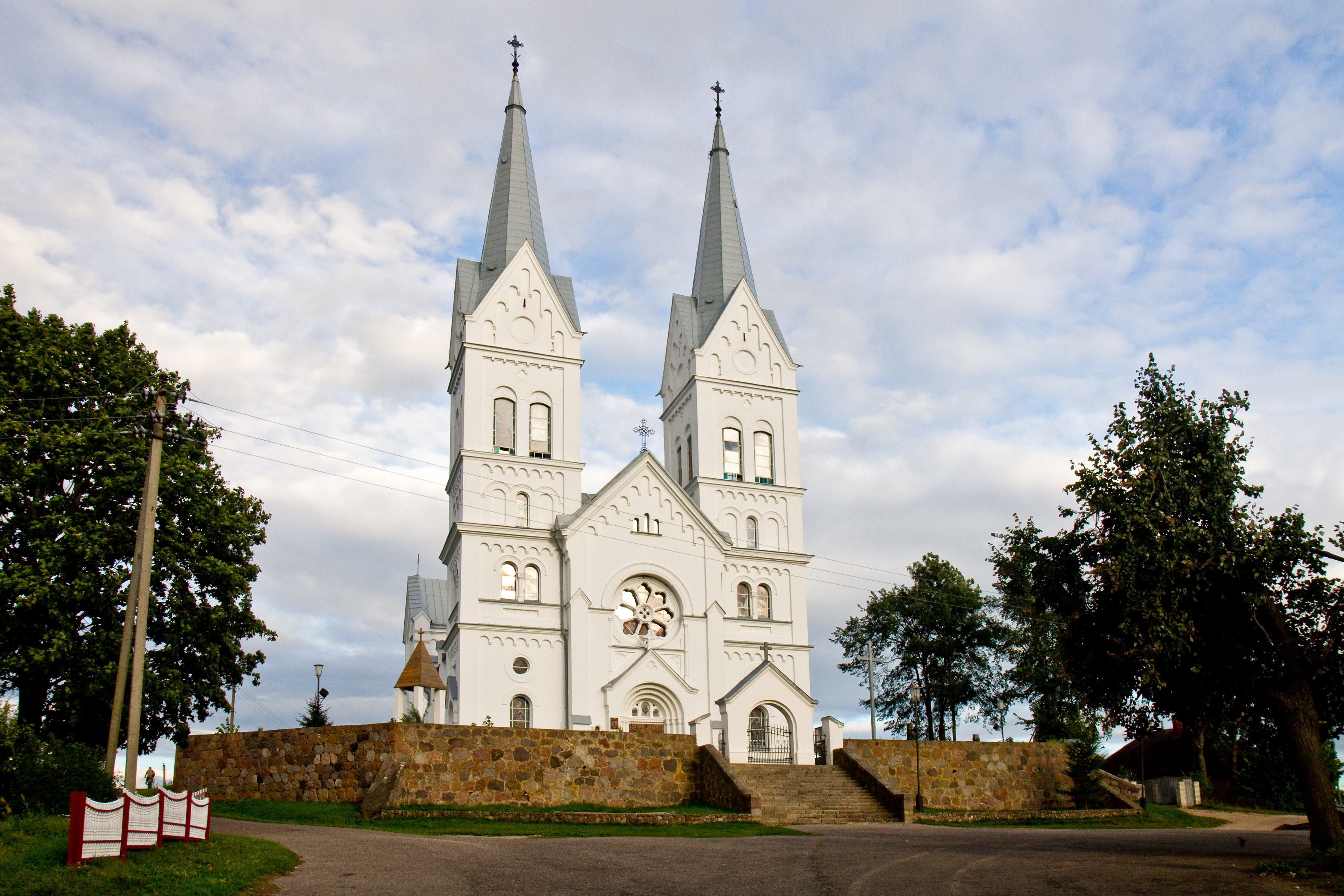
Костёл Божьего Провидения

Вероятно, поселения полоцкого периода сильно пострадали от нападений крестоносцев, и в XIV — начале XV веков происходит повторное заселение Браславщины как славянами, так и балтами.
После того, как в XIV веке Полоцкое княжество входит в состав Великого Княжества Литовского, Браславщина всё более тяготеет к Вильно. Регион имеет существенное военно-стратегическое значение.
Первое письменное упоминание Слободки как поселения Друйского двора датируется 1618 годом. В инвентаре Браславского старосты за 1649 год значится «местечко Слобода». Со времён своего основания поселение входило в состав Браславского повета Виленского воеводства. На протяжении XVIII века и до 1868 года Слободка относилась к расположенному вблизи имению Заверье, которое принадлежало панскому роду Мирских. Самым известным его представителем был Томаш Мирский, генерал литовского войска и маршалок браславский.
В конце XVIII века упоминается как прикагалок (в 1783 году насчитывалось шесть еврейских хозяйств).
С начала XIX века Слободка становится поселением ремесленников: кузнецов, гончаров, резчиков по дереву.
В результате третьего раздела Речи Посполитой (1795 год) Слободка оказывается в составе Российской империи, в Браславском уезде Виленской губернии.
В конце 1812 года в районе Слободки стоят отступающие наполеоновские войска баварского генерала графа Вреде.
В 1806 году С. Мирский выделяет средства на строительство каменной церкви. 18 декабря 1842 года Слободка, как центр волости, входит в состав Новоалександровского уезда Ковенской губернии. В 1865 году власти открывают здесь народную школу. В 1903 году в Слободке и её округе работает фольклорист В. Каминский, который записывает здесь более 30 белорусских народных песен.
Во времена Первой мировой войны возле Слободки была проложена узкоколейная железная дорога, которая в 1920-60-х годах действовала как пассажирская линия.
После революции 1917 года Слободка на короткое время объявляется частью БНР, БССР, ЛитБел и Литвы.
В 1918 году в районе городка находятся кайзеровские войска.
Согласно Рижскому мирному договору (1921 год) Слободка оказывается в составе Польской республики на границе с Латвией, где местечко сначала относится к Новогрудскому воеводству, а с 1922 года является центром гмины Браславского повета Виленского воеводства. В Слободке размещается гарнизон батальона пограничной стражи «Słobódka». По состоянию на 1931 год в городке работает железнодорожная станция, школа, почта, аптека, корчма, лавки.
После 17 сентября 1939 года Слободка переходит в состав БССР и 12 октября 1940 года становится центром сельского совета Браславского района.
С июня 1941 года по июнь 1944 года Слободка находится под немецкой оккупацией. Освобождена войсками 1-го Прибалтийского фронта в ходе Шауляйской операции.

## Население
- 2009 год — 783 человек (перепись населения)[4]
- 2019 год — 567 человек (перепись населения)

## Инфраструктура
- Лаборатория озёроведения БГУ[3]
- Туристическая база Национального парка Браславские озёра[3]
- Дом культуры[3]
- Средняя школа[3]
- Библиотека
- Почта[3]
- Участковая больница[3]

## Достопримечательности
- Костёл Божьего Провидения (1903—1906), неороманский стиль.  Историко-культурная ценность Республики Беларусь, шифр 212Г000212. В официальном реестре костёл ошибочно числится под названием «Сердца Иисуса».
- Водяная мельница (1-я пол. XX в.)
- Возле деревни — Городище-1, Городище-2 (VII век до н. э. — IV век н. э.).  Историко-культурная ценность Республики Беларусь, шифр 213В000213.
- Места съёмок художественного фильма «После ярмарки».

## Галерея

Слободка
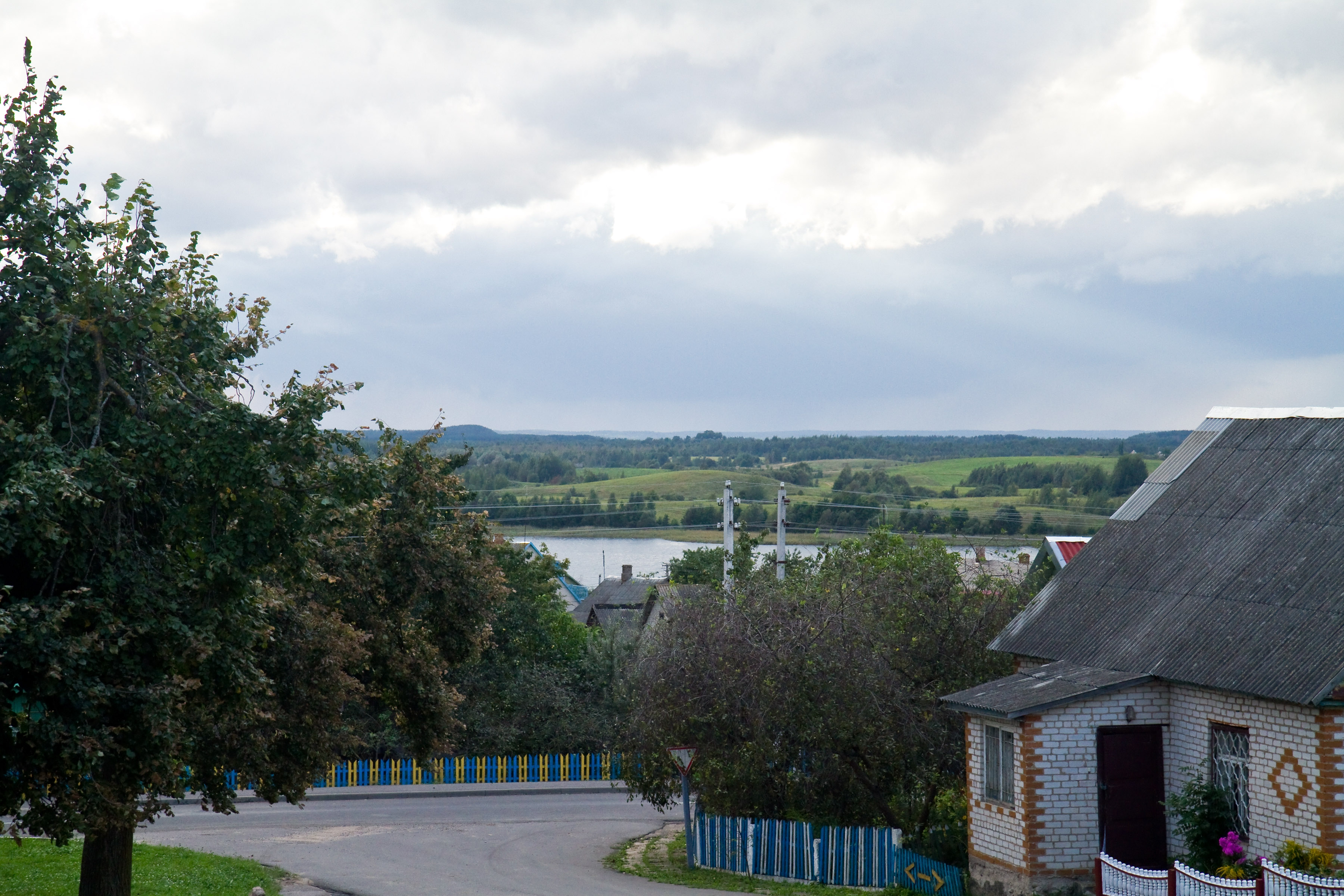
Озеро Потех со стороны деревни
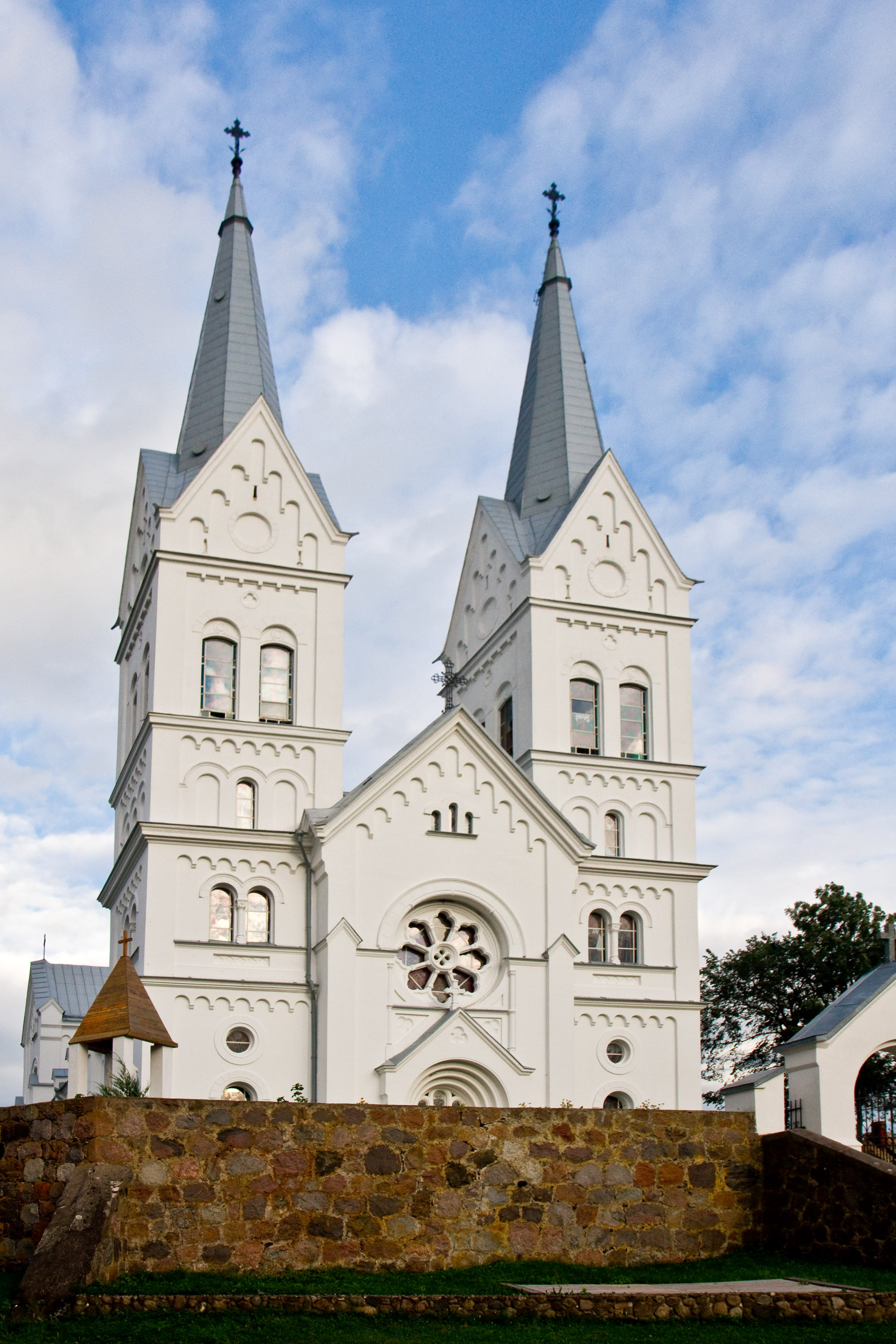
Костёл Божьего Провидения
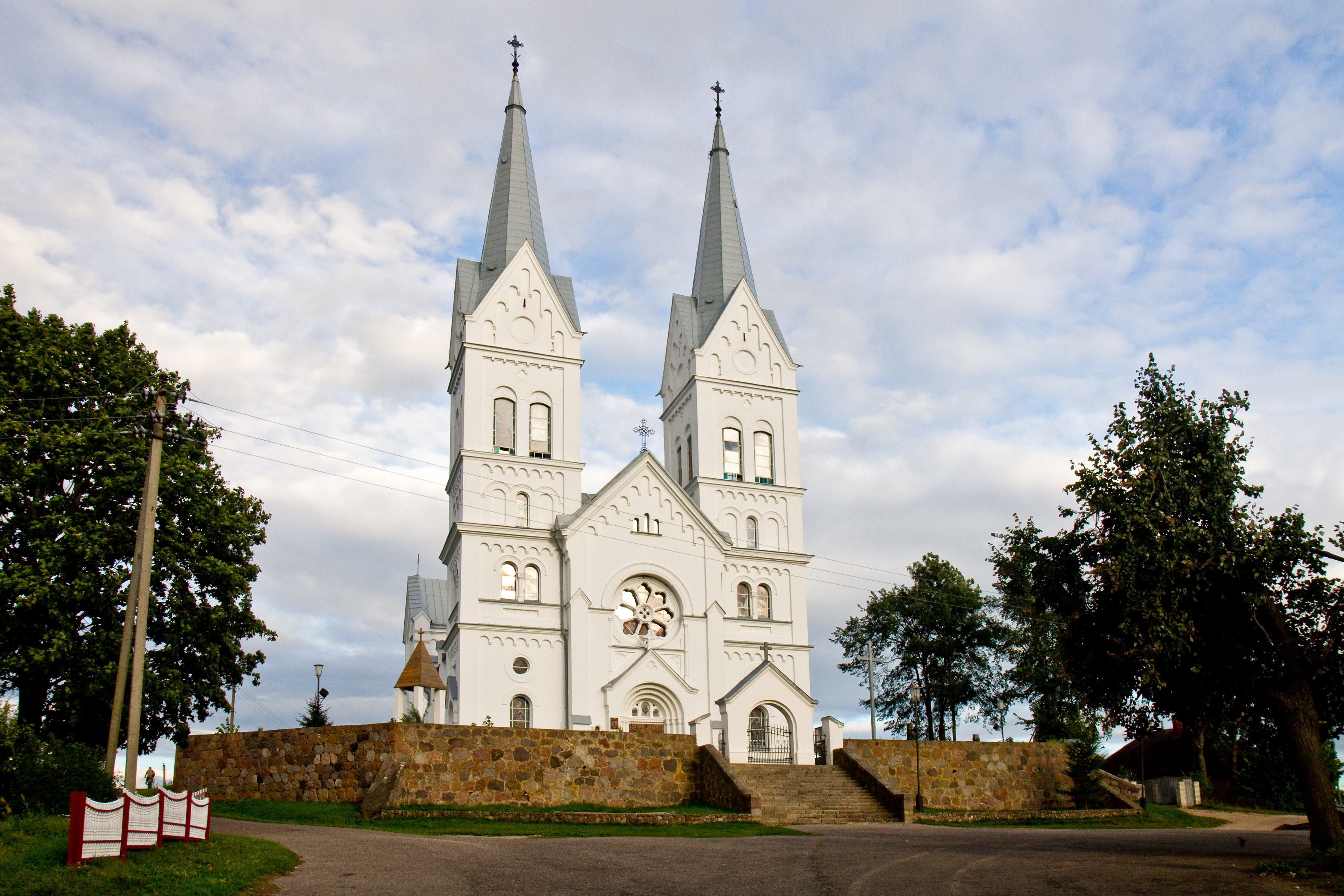
Костёл Божьего Провидения
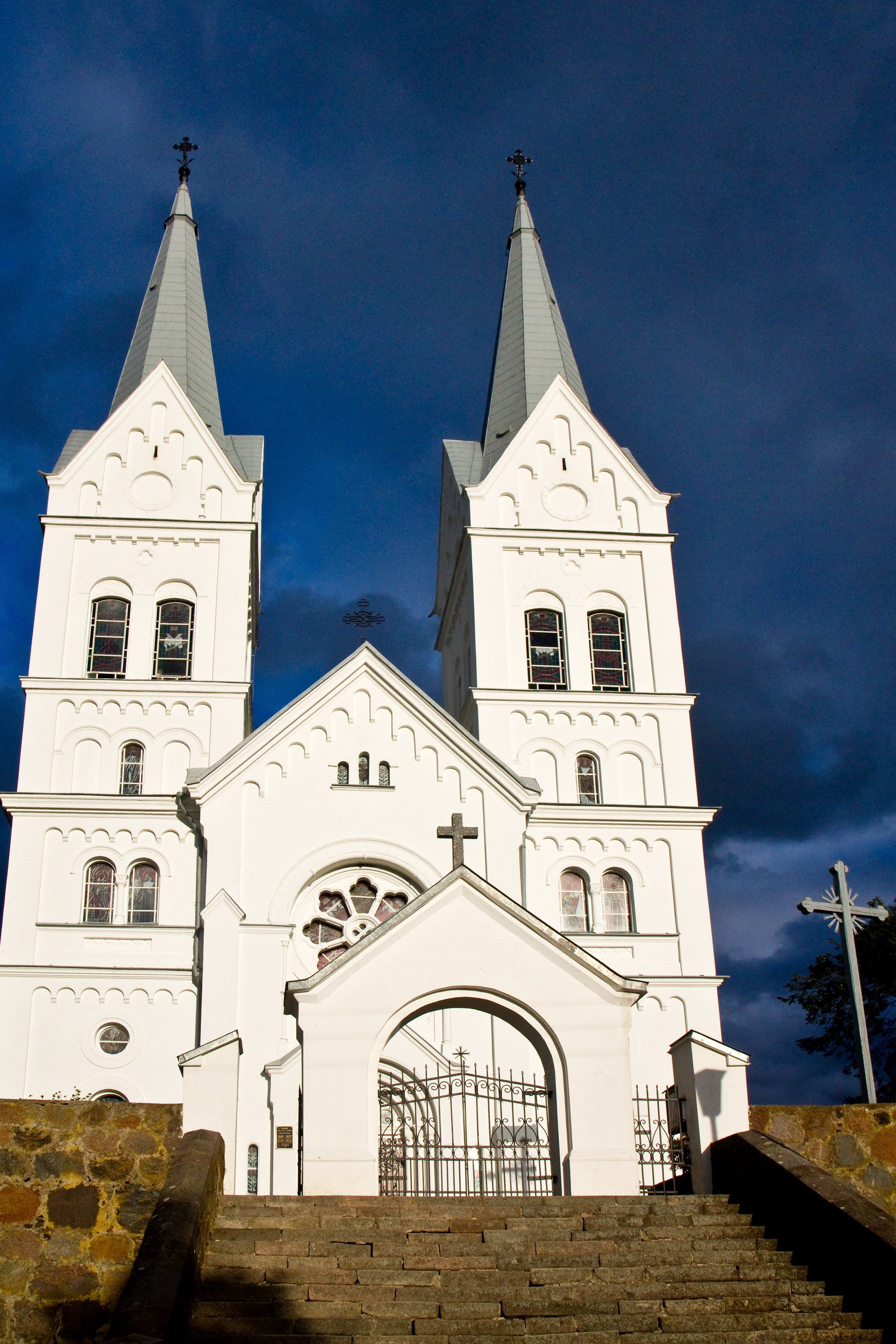
Костёл, ворота
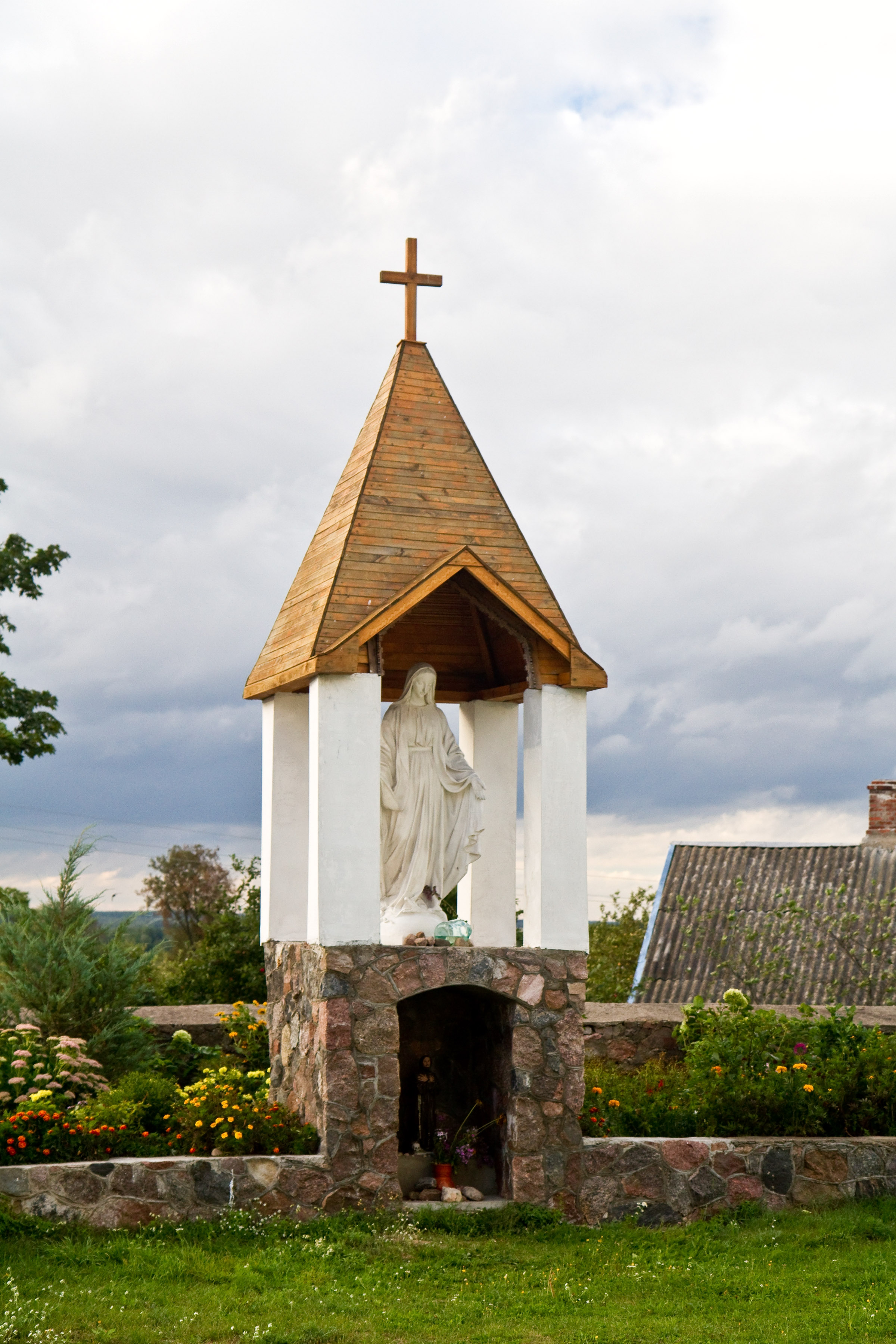
Церковь, малая часовня
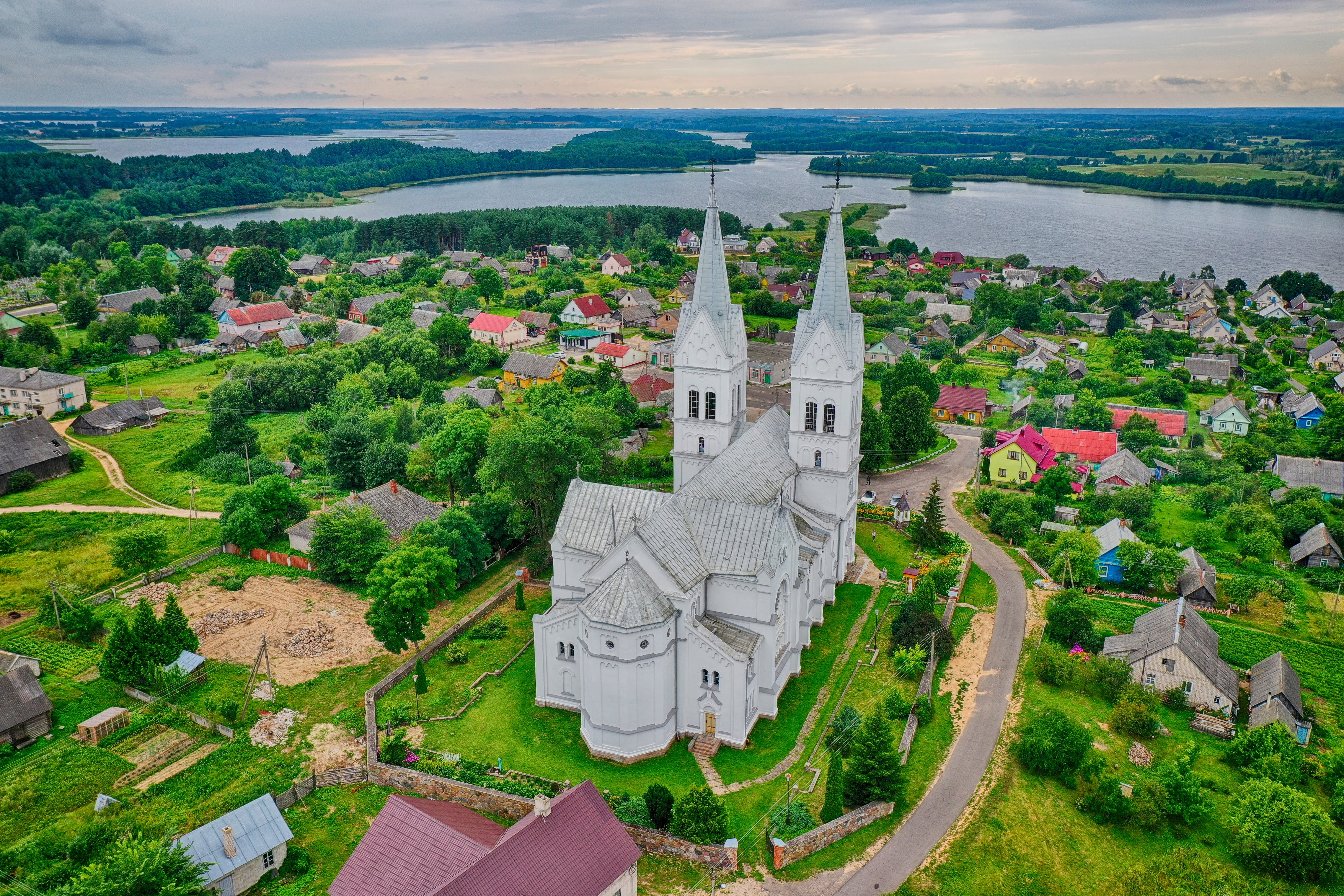